# Сельское поселение Саввинское (Московская область)
Се́льское поселе́ние Са́ввинское — бывшее (до 2015) муниципальное образование в упразднённом Егорьевском районе Московской области. Административный центр — село Саввино. В состав входили 53 населённых пункта.
Упразднено 7 ноября 2015 года в связи с преобразованием Егорьевского муниципального района в городской округ.

## Население
| 2006  | 2007  | 2008  | 2009  | 2010  | 2011  |
| ----- | ----- | ----- | ----- | ----- | ----- |
| 4797  | ↘4609 | ↗4644 | ↗4661 | ↗5356 | ↗5422 |
| 2012  | 2013  | 2014  | 2015  |       |       |
| →5422 | ↘5403 | ↘5395 | ↘5296 |       |       |

## Территория и границы
Площадь территории муниципального образования — 45 512 га.
Муниципальное образование располагалось в северной части Егорьевского района и граничило с:
- городским поселением Егорьевск (на западе);
- Орехово-Зуевским районом (на севере);
- Шатурским районом (на севере и востоке);
- сельским поселением Юрцовское (на юге);

## Состав
Муниципальное образование «сельское поселение Саввинское» в границах на момент упразднения было образовано в 2004 году на основании закона Московской области «О статусе и границах Егорьевского муниципального района и вновь образованных в его составе муниципальных образований». В его состав вошли 55 населённых пунктов бывшего Саввинского сельского округа.
В 2007 году деревни Лосево, Поминово и Саввино были объединены в село Саввино.
В результате по состоянию на апрель 2011 года в состав поселения входило 53 населённых пункта:
| Вид     | Наименование     | Население, чел. (2010) |
| ------- | ---------------- | ---------------------- |
| деревня | Алексино-Шатур   | 64                     |
| деревня | Артёмовская      | 26                     |
| деревня | Большое Гридино  | 718                    |
| деревня | Бормусово        | 103                    |
| деревня | Бруски           | 72                     |
| деревня | Василёво         | 161                    |
| деревня | Василенцево      | 131                    |
| деревня | Великий Край     | 30                     |
| деревня | Верейка          | 615                    |
| деревня | Власовская       | 26                     |
| деревня | Горки            | 15                     |
| деревня | Дёминская        | 7                      |
| деревня | Денисиха         | 76                     |
| деревня | Драньково        | 12                     |
| деревня | Забелино         | 19                     |
| деревня | Заречье          | 1                      |
| деревня | Зиреево          | 12                     |
| деревня | Знаменская       | 67                     |
| деревня | Иваново          | 518                    |
| деревня | Иншино           | 118                    |
| деревня | Каменская        | 52                     |
| деревня | Карцево          | 19                     |
| деревня | Коврево          | 29                     |
| деревня | Коробята         | 24                     |
| деревня | Костино          | 17                     |
| деревня | Курбатово        | 2                      |
| деревня | Лесково          | 47                     |
| село    | Лесково          | 16                     |
| деревня | Малое Гридино    | 9                      |
| деревня | Мартыновская     | 21                     |
| деревня | Незгово          | 15                     |
| деревня | Низкое           | 65                     |
| деревня | Панино           | 33                     |
| деревня | Пановская        | 41                     |
| деревня | Пешур            | 0                      |
| деревня | Пожинская        | 127                    |
| деревня | Сабанино         | 28                     |
| село    | Саввино          | 1696                   |
| деревня | Синевая          | 8                      |
| деревня | Соколово         | 22                     |
| село    | Спасс-Леоновщина | 22                     |
| деревня | Старовасилёво    | 41                     |
| деревня | Суханово         | 55                     |
| деревня | Таняевская       | 2                      |
| деревня | Титовская        | 28                     |
| деревня | Трубицино        | 23                     |
| деревня | Федотиха         | 8                      |
| деревня | Федякино         | 44                     |
| деревня | Фролково         | 27                     |
| деревня | Чадлево          | 6                      |
| деревня | Шалахово         | 0                      |
| село    | Шатур            | 0                      |
| деревня | Яковлево         | 38                     |

## Храмы
- Храм во имя Преображения Господня в Спасс-Леоновщине